# العلاقات الوسط إفريقية النيكاراغوية
العلاقات الوسط أفريقية النيكاراغوية هي العلاقات الثنائية التي تجمع بين جمهورية أفريقيا الوسطى ونيكاراغوا.

## مقارنة بين البلدين
هذه مقارنة عامة ومرجعية للدولتين:
| وجه المقارنة                                              | جمهورية أفريقيا الوسطى      | نيكاراغوا        |
| --------------------------------------------------------- | --------------------------- | ---------------- |
| المساحة (كم2)                                             | 622.98 ألف                  | 130.38 ألف       |
| عدد السكان (نسمة)                                         | 4.66 مليون                  | 6.22 مليون       |
| الكثافة السكانية (ن./كم²)                                 | 7.48                        | 47.71            |
| العاصمة                                                   | بانغي                       | ماناغوا          |
| اللغة الرسمية                                             | لغة فرنسية، اللغة السانغوية | اللغة الإسبانية  |
| العملة                                                    | فرنك وسط أفريقي             | كوردبا نيكاراغوا |
| الناتج المحلي الإجمالي (بليون دولار)                      | 1.95 مليار                  | 13.81 مليار      |
| الناتج المحلي الإجمالي (تعادل القوة الشرائية) بليون دولار | 3.03 مليار                  | 31.63 مليار      |
| الناتج المحلي الإجمالي الاسمي للفرد دولار أمريكي          | 323                         | 2.09 ألف         |
| الناتج المحلي الإجمالي للفرد دولار أمريكي                 | 594                         | 4.92 ألف         |
| مؤشر التنمية البشرية                                      | 0.350                       | 0.631            |
| رمز المكالمات الدولي                                      | +236                        | +505             |
| رمز الإنترنت                                              | .cf                         | .ni              |
| المنطقة الزمنية                                           | ت ع م+01:00                 | 00               |

## منظمات دولية مشتركة
يشترك البلدان في عضوية مجموعة من المنظمات الدولية، منها:
| علم المنظمة | اسم المنظمة                               | تاريخ انضمام جمهورية أفريقيا الوسطى | تاريخ انضمام نيكاراغوا |
| ----------- | ----------------------------------------- | ----------------------------------- | ---------------------- |
|             | مؤسسة التنمية الدولية                     | 27 أغسطس 1963                       | 30 ديسمبر 1960         |
|             | يونسكو                                    | 11 نوفمبر 1960                      | 22 فبراير 1952         |
|             | وكالة ضمان الاستثمار متعدد الأطراف        | 8 سبتمبر 2000                       | 12 يونيو 1992          |
|             | الأمم المتحدة                             | 20 سبتمبر 1960                      | 24 أكتوبر 1945         |
|             | الاتحاد البريدي العالمي                   | ?                                   | ?                      |
|             | البنك الدولي للإنشاء والتعمير             | 10 يوليو 1963                       | 14 مارس 1946           |
|             | الاتحاد الدولي للاتصالات                  | 2 ديسمبر 1960                       | 12 مايو 1926           |
|             | منظمة حظر الأسلحة الكيميائية              | ?                                   | ?                      |
|             | مؤسسة التمويل الدولية                     | 1 أبريل 1991                        | 20 يوليو 1956          |
|             | المركز الدولي لتسوية المنازعات الاستشارية | 14 أكتوبر 1966                      | 19 أبريل 1995          |
|             | منظمة التجارة العالمية                    | ?                                   | ?                      |
|             | منظمة الشرطة الجنائية الدولية             | ?                                   | ?                      |

## وصلات خارجية
- موقع وزارة الخارجية النيكاراغوية